# Dorfkirche Wüllersleben

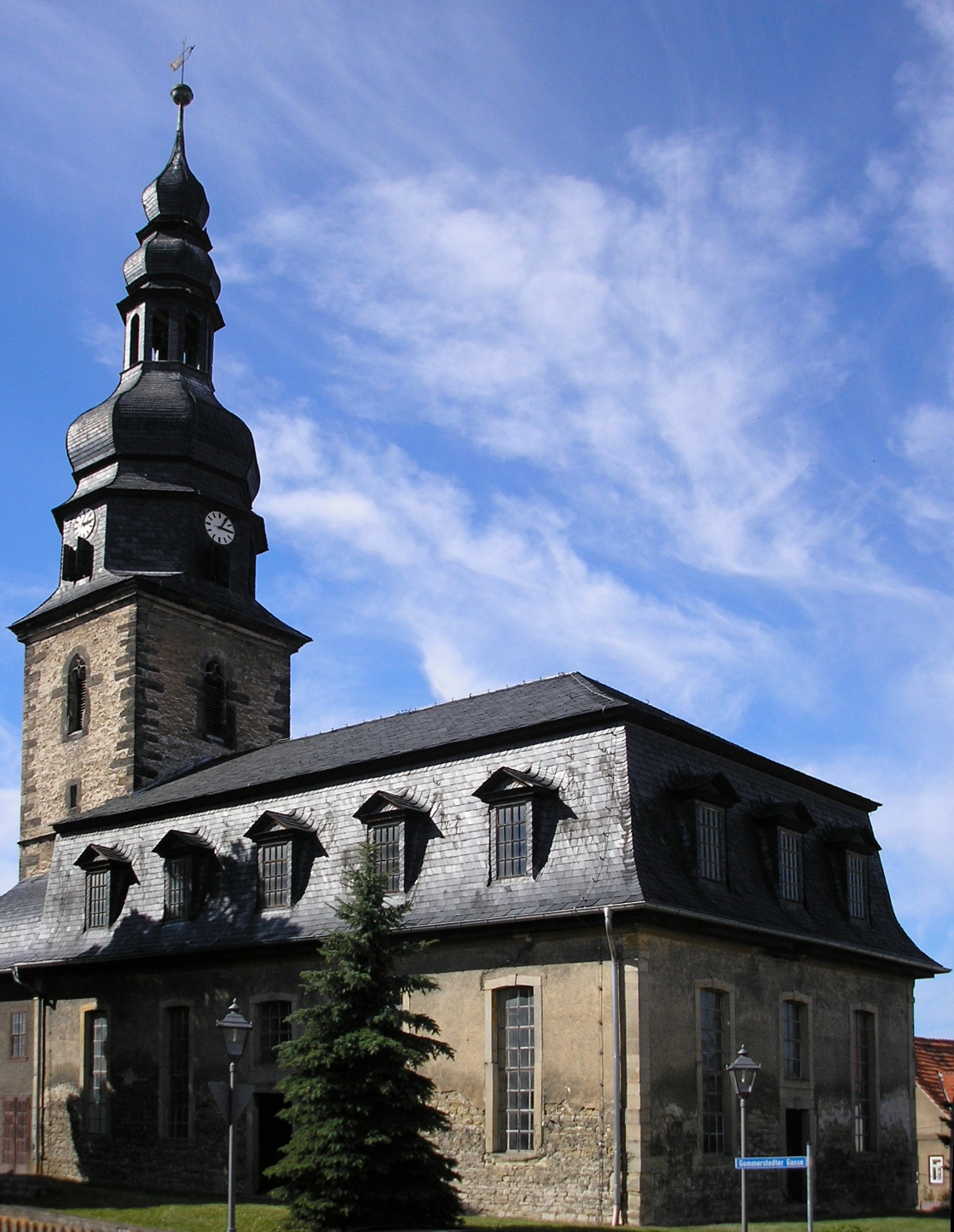
Die Kirche

Die evangelische Dorfkirche Wüllersleben steht im Ortsteil Wüllersleben der Doppelgemeinde Bösleben-Wüllersleben im Ilm-Kreis in Thüringen. Sie gehört zum Pfarramt Marlishausen im Kirchenkreis Arnstadt-Ilmenau der Evangelischen Kirche in Mitteldeutschland.

## Geschichte
Ein kleines gotisches Portal, im Erdgeschoss zum Kirchenschiff gewandt, ist der älteste Teil der Kirche aus der Erbauungszeit von 1505 bis 1513. Das Wahrzeichen des Dorfes, der 50 Meter hohe Kirchturm mit seinen drei übereinander liegenden Kuppeln, ist aus dem 19. Jahrhundert. Sein Sockel ist wie das Kirchenschiff aus dem Jahre 1500. Im 18. Jahrhundert wurde auf dem Sockel die barocke Haube errichtet.
Das alte Kirchenschiff wurde im 19. Jahrhundert abgebrochen und es entstand eine neue Kirche. 1822 wurde der Bau vollendet, so steht es eingemeißelt am Portal.
Das Kirchenschiff ist hell und freundlich gestaltet. Innen ist der Raum mit breiten Bänken und zwei Emporen und einer weiß-goldenen Kanzelwand eingerichtet. Auf hölzernen Pfeilern befindet sich das Mansarddach.
Die Orgel wurde auf die zweite Empore im 19. Jahrhundert eingebaut. Der Taufengel und eine Heiligenfigur sind die Kunstgegenstände.